# Зек Гилфорд (глумац)
Закари Мајкл Гилфорд (енгл. Zachary Michael Gilford; 14. јануар 1982) амерички је глумац. Гилфорд је најпознатији по улогзи Елијаса Војта у серији Злочиначки умови.
Гилфордова бивша супруга је глумица Кили Санчез.